# ボフニャ郡
ボフニャ郡（ポーランド語:Powiat bocheński）は、南ポーランドのマウォポルスカ県にある地方自治体。1998年の地方行政区画再編の結果、1999年1月1日に誕生した。郡都で最大の町はボフニャであり、県都であるクラクフの東37kmに位置する。他の唯一の町であるノヴィ＝ヴィシニチは、ボフニャの南8kmに位置する。
郡は649.28km2の面積がある。2006年の統計で、郡全体の人口が100,382人である。

## 近隣の郡
北部はプロショヴィツェ郡、東部はブジェスコ郡、南部はリマノヴァ郡、西部はムィシレニツェ郡とヴィエリチュカ郡、クラクフ郡と接している。

## 下位自治体
郡は9つの下位自治体に分割される。（1つの市、1つの町、7つの村）なお、人口順に並べてある。
| 名称                           | 種類 | 面積（km2） | 人口（2006年） | 中心地               |
| ------------------------------ | ---- | ----------- | -------------- | -------------------- |
| ボフニャ                       | 市   | 29.9        | 29,373         |                      |
| グミナ・ボフニャ               | 村   | 113.7       | 18,334         | ボフニャ *           |
| グミナ・ノヴィ＝ヴィシニチ     | 町   | 82.5        | 12,895         | ノヴィ＝ヴィシニチ   |
| グミナ・ジェザバ               | 村   | 85.5        | 10,473         | ジェザバ             |
| グミナ・ワパヌフ               | 村   | 71.2        | 7,533          | ワパヌフ             |
| グミナ・ドルビニャ             | 村   | 108.8       | 6,311          | ドルビニャ           |
| グミナ・リプニツァ＝ムロバナ   | 村   | 60.6        | 5,480          | リプニツァ＝ムロバナ |
| グミナ・トシュチャナ           | 村   | 44.1        | 5,044          | トシュチャナ         |
| グミナ・ジェゴチナ             | 村   | 35.2        | 4,939          | ジェゴチナ           |
| * 中心地はグミナの一部ではない |      |             |                |                      |